# Superflua sassanides
Superflua sassanides är en fjärilsart som beskrevs av Vincenz Kollar 1850. Superflua sassanides ingår i släktet Superflua och familjen juvelvingar. Inga underarter finns listade i Catalogue of Life.